# Semicarinata
Semicarinata is een geslacht van rechtvleugeligen uit de familie sabelsprinkhanen (Tettigoniidae). De wetenschappelijke naam van dit geslacht is voor het eerst geldig gepubliceerd in 2007 door Liu & Kang.

## Soorten
Het geslacht Semicarinata  is monotypisch en omvat slechts de volgende soort:
- Semicarinata colorata (Liu & Kang, 2007)